# مایکل هیگینز (بازیگر)
مایکل هیگینز (به انگلیسی: Michael Higgins) (زاده ۲۰ ژانویهٔ ۱۹۲۰-درگذشته ۵ نوامبر ۲۰۰۸) در بروکلین بازیگر آمریکایی بود. مادرش، ماری کاترین (خواننده) و پدرش پیتر هیگینز، شاعر، بقالی و تاجری بود که در شرکت‌های بیمه به فعالیت می‌پرداخت. [۱]
از فیلم‌های معروف او می‌توان به بازی در فیلم قلب فرشته، روابط مدرسه، هفت دقیقه در بهشت و ایالتی و اصلی اشاره کرد.